# Stazione di Venezia Asseggiano
La stazione di Venezia Asseggiano era una fermata ferroviaria che si trovava sulla tratta dismessa della linea Trento-Venezia (o ferrovia della Valsugana), all'incrocio con la linea dei Bivi presso l'ex Attraversamento Valsugana. La stazione si trova ad Asseggiano nel comune di Venezia

## Storia
L'impianto, inaugurato solo nel 1999, è dismesso dal 7 giugno 2008, data dell'abbandono della tratta della ferrovia Trento-Venezia tra il Gruppo Scambi AV/AC (ex Quadrivio Catene) all'ex Doppio Bivio Orgnano. Gli utenti che si servivano di questa fermata, ora usano la nuova stazione di Spinea, completamente adeguata agli standard del Sistema Ferroviario Metropolitano Regionale (SFMR), che si trova sul nuovo tratto della Valsugana passante per lo scavalco di Maerne.
Dove si trovava la fermata è stata ripristinata la Linea dei Bivi, in quanto il tronco Bivio Spinea-Bivio Trivignano-Bivio Marocco è stato ricostruito ed aperto all'esercizio il 10 marzo 2010. I binari di questa linea sono perpendicolari al tratto dismesso della ferrovia Trento-Venezia dove era collocato l'impianto.